# Золя, Эмиль
Эми́ль Золя́ (фр. Émile Zola; 2 апреля 1840, Париж — 29 сентября 1902, там же) — французский писатель, драматург и публицист.
Один из самых значительных представителей реализма второй половины XIX века — вождь и теоретик так называемого натуралистического движения в литературе. Известен прежде всего масштабным 20-томным циклом «Ругон-Маккары», в котором описал все слои французского общества времён Второй империи. Его произведения были многократно экранизированы в кино и на телевидении.
Сыграл значимую роль в громком «Деле Дрейфуса», из-за которого был вынужден эмигрировать в Англию.

## Биография

### Детство и юность в Провансе

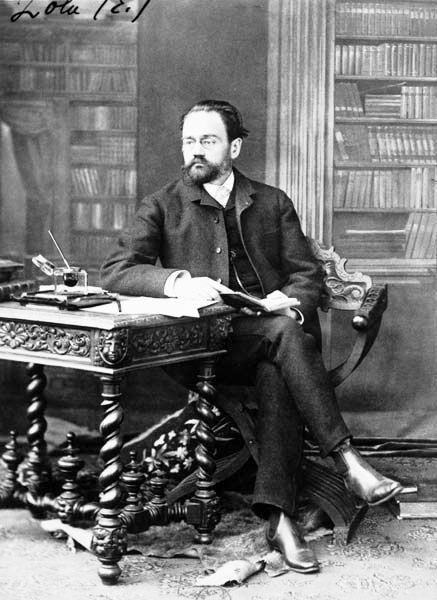
Эмиль Золя (Ок.1870)

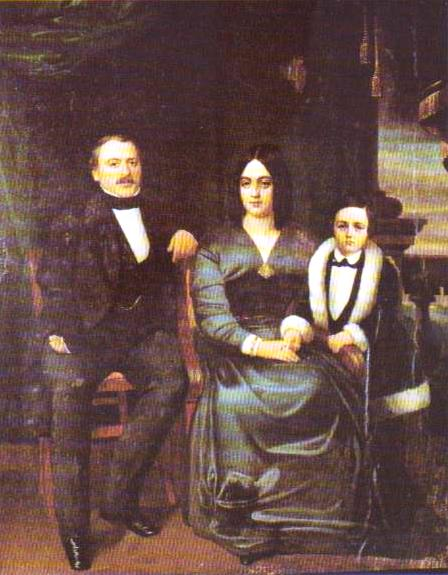
Эмиль Золя с своими родителями

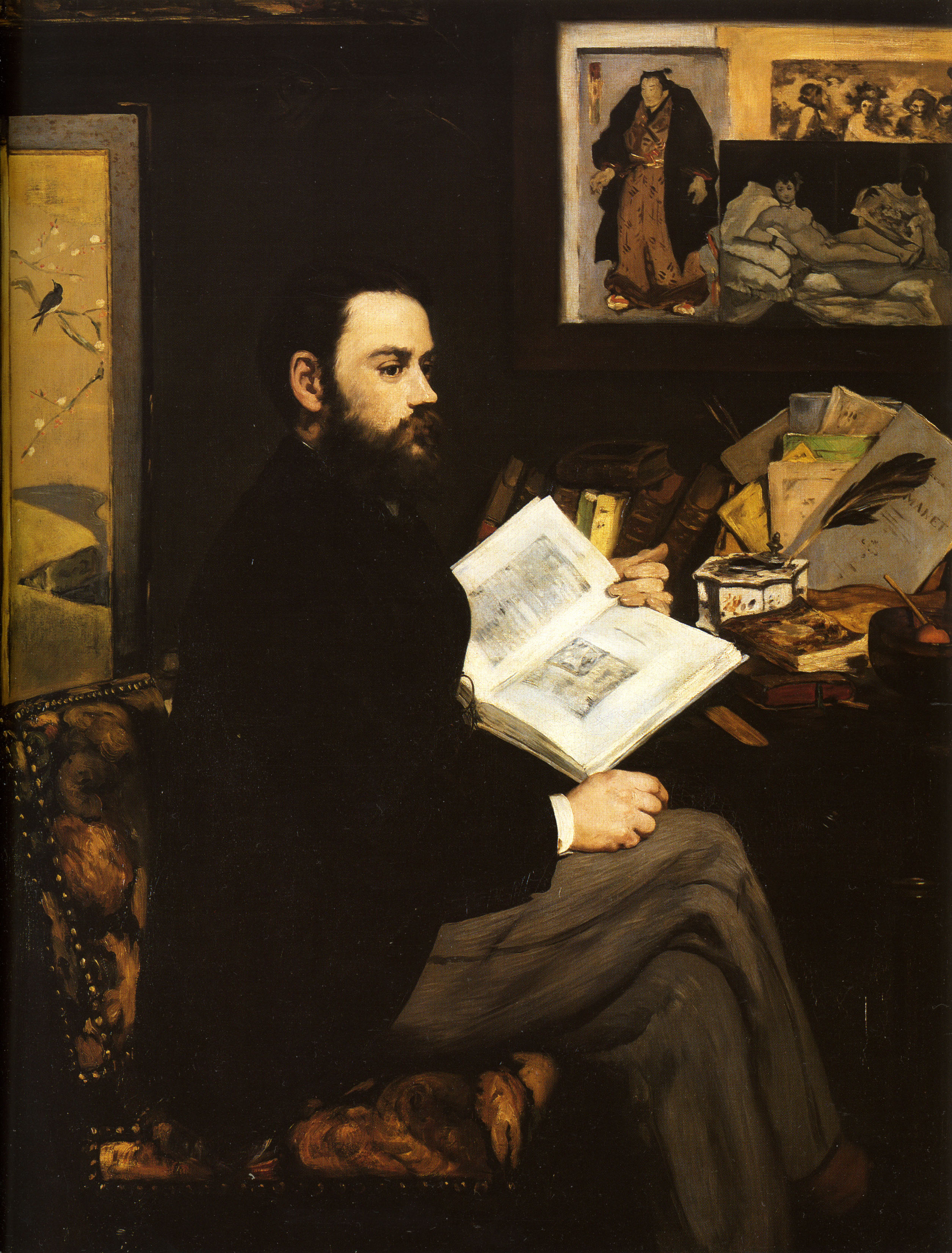
Эмиль Золя
Портрет кисти Мане. 1868. Париж, Музей Орсе

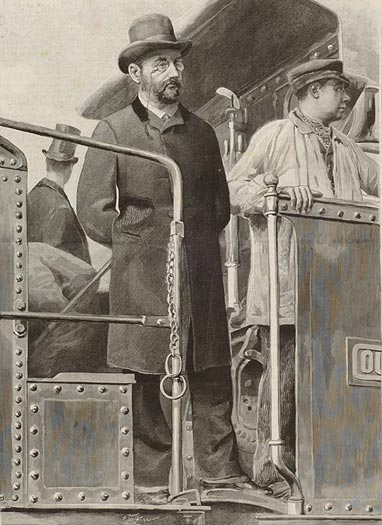
Эмиль Золя. Рисунок с натуры, сделанный во время его поездки на локомотиве из Парижа в Мант в поиске «жизненных свидетельств» для своего романа «Человек-зверь». «L’Illustration», 8 марта 1890

Эмиль Золя родился 2 апреля 1840 года в Париже в семье инженера итальянского происхождения Франсуа Золя (Франческо Дзолла, итал. Francesco Zolla), принявшего французское гражданство, и матери-француженки. В 1843 году отец Эмиля получил контракт на строительство канала в Экс-ан-Провансе и перевёз туда свою семью. Вместе с финансовыми партнёрами он создаёт компанию для проведения в жизнь задуманных проектов в Провансе. Работы по сооружению канала и плотины для снабжения города водой начались в 1847 году, но в том же году Франсуа Золя умирает от воспаления лёгких.

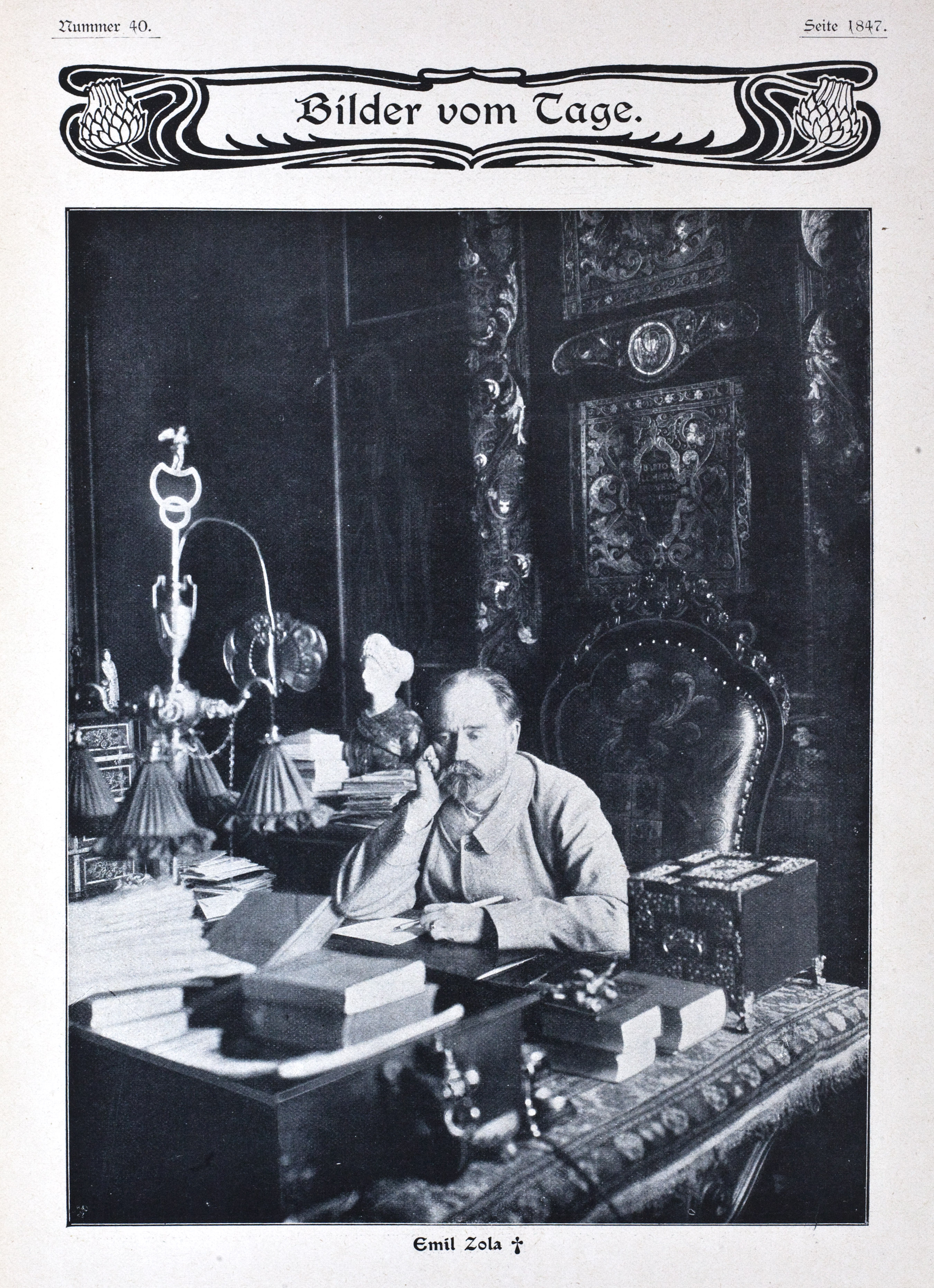
Эмиль Золя в своём рабочем кабинете. Фото. Её публикация в немецком журнале 4 октября 1902 года была посвящена случившейся несколькими днями ранее кончине писателя

После смерти мужа мать Эмиля находится в большой нужде, живя на скудную пенсию. В 1851 году она возвращается с сыном в Париж, чтобы следить за судебным процессом, начатым кредиторами против компании покойного Франсуа Золя. В 1852 году компанию объявляют банкротом, а в следующем году канал меняет владельцев.
Образование Эмиль начинает получать относительно поздно для того времени — в семь лет. Мать помещает его в пансион при колледже Бурбона в Экс-ан-Провансе, где тот учится в течение пяти лет. В Провансе же Золя получает и религиозное образование — первое причастие он проходит в 1852-м.
В Экс-ан-Провансе одним из ближайших друзей Эмиля Золя становится художник Поль Сезанн, с которым он будет поддерживать дружбу вплоть до середины 1880-х годов. В это же время Золя увлекается произведениями Альфреда де Мюссе, Альфреда де Виньи и Виктора Гюго. Он сам пробует писать стихи, но они в настоящее время утрачены. Городок Экс-ан-Прованс и весь регион станут источниками для многих сцен и сюжетов в его будущих романах из цикла «Ругон-Маккары». Сам образ города выведен в книгах под вымышленным названием Плассан.

### Богемная жизнь
В 1858 году Эмиль переезжает к матери в Париж. Живут они в достаточно скромных условиях. Мать Золя планировала для сына карьеру юриста, но тот дважды провалил свой экзамен на бакалавра.
В течение зимы 1860—1861 годов Эмиль заводит любовную связь с девушкой по имени Берта, которую он сам называл «девушкой с вечеринками» (фр. une fille à parties), то есть проституткой. Он вынашивал идею «вытащить её из потока», приобщить к приличному роду занятий, но этот идеализм не смог противостоять реалиям жизни в Париже. Эта неудача послужит основой его первого романа «Исповедь Клода» (1865). Позже сюжет частично будет пересказан Эмилем в его цикле «Ругон-Маккары». Среди действующих лиц его произведений возникнет похожий сторонник религиозного воспитания и аналогичное стремление к жизни без обязательств.
В это время Золя постигает гуманистическую культуру, читая Мольера, Монтеня и Шекспира, а также попадает под влияние более современного Жюля Мишле. Он также увлекается живописью, близко сходится с импрессионистами: Эдуардом Мане, Камилем Писсарро, Огюстом Ренуаром, Альфредом Сислеем, Яном Бартолдом Йонгкиндом. Эдуард Мане пишет несколько портретов Золя, а Поль Сезанн продолжает оставаться его ближайшим другом. В течение многих десятилетий писатель и художник будут поддерживать тёплые отношения, помогать друг другу в финансовом отношении, вести обширную переписку. Но после публикации романа «Творчество», в котором Сезанн неприятным образом узнает себя в образе художника Клода Лантье, их дружба прекращается. Сезанн отправил последнее письмо Золя в 1886 году и с тех пор они больше не увидятся.

### Первые публикации
Свою литературную деятельность Золя начал как журналист (сотрудничество в «L’Evénement», «Le Figaro», «Le Rappel», «Tribune»); многие из его первых романов — типичные «романы-фельетоны» («Марсельские тайны» (Les Mystères de Marseille, 1867)). На всём последующем протяжении своего творческого пути Золя сохраняет связь с публицистикой (сборники статей «Что мне ненавистно» (Mes haines, 1866), «Поход» (Une campagne, 1882), «Новый поход» (Nouvelle campagne, 1897)). Эти выступления — знак его активного участия в политической жизни.
Золя стоял в центре литературной жизни Франции последнего тридцатилетия XIX века и был связан с крупнейшими писателями этого времени («Обеды пяти» (1874) — с участием Гюстава Флобера, Ивана Тургенева, Альфонса Доде и Эдмона Гонкура; «Меданские вечера» (1880) — знаменитый сборник, включавший произведения самого Золя, Жориса Карла Гюисманса, Ги де Мопассана и ряда второстепенных натуралистов, как Анри Сеар, Леон Энник и Поль Алексис).
В последний период своей жизни Золя тяготел к социалистическому мировоззрению, не выходя за рамки радикализма. Как высшая точка политической биографии Золя должно быть отмечено его участие в деле Дрейфуса, которое обнажило противоречия Франции 1890-х годов, — знаменитая статья «J’accuse» («Я обвиняю»), за которую писатель заплатил изгнанием в Англию (1898).
В 1901 и 1902 годах член Французской Академии Марселен Бертло выдвигал Эмиля Золя на соискание Нобелевской премии по литературе.

### Смерть
Золя скончался в Париже от отравления угарным газом, по официальной версии — из-за неисправности дымохода в камине. Его последние слова, обращенные к жене, были: «Мне плохо, голова раскалывается. Посмотри, и собака больная. Наверное, мы что-то съели. Ничего, всё пройдёт. Не надо никого тревожить…». Современники подозревали, что это могло быть убийство, но неопровержимых доказательств этой версии найти не удалось.
В 1953 году журналист Жан Бореля опубликовал в газете Libération расследование «Убит ли Золя?», заявив, что смерть Золя, возможно, является политическим убийством, а не несчастным случаем. Он основывал своё утверждение на откровениях нормандского фармацевта Пьера Акина, который рассказывал, что трубочист Анри Буронфоссе признавался ему в том, что намеренно заблокировал дымоход квартиры Эмиля Золя в Париже.

### Личная жизнь
Эмиль Золя дважды был женат; от второй супруги (Жанна Розро) у него было двое детей.

## Память
В честь Эмиля Золя назван кратер на Меркурии.
В Парижском метро есть станция Avenue Emile Zola на 10-й линии рядом с одноимённой улицей.
Изображён на французской почтовой марке 1967 года.

## Творчество
Первые литературные выступления Золя относятся к 1860-м годам — «Сказки Нинон» (Contes à Ninon, 1864), «Исповедь Клода» (La Confession de Claude, 1865), «Завет умершей» (Le vœu d’une morte, 1866), «Марсельские тайны» (Les Mystères de Marseille, 1867).

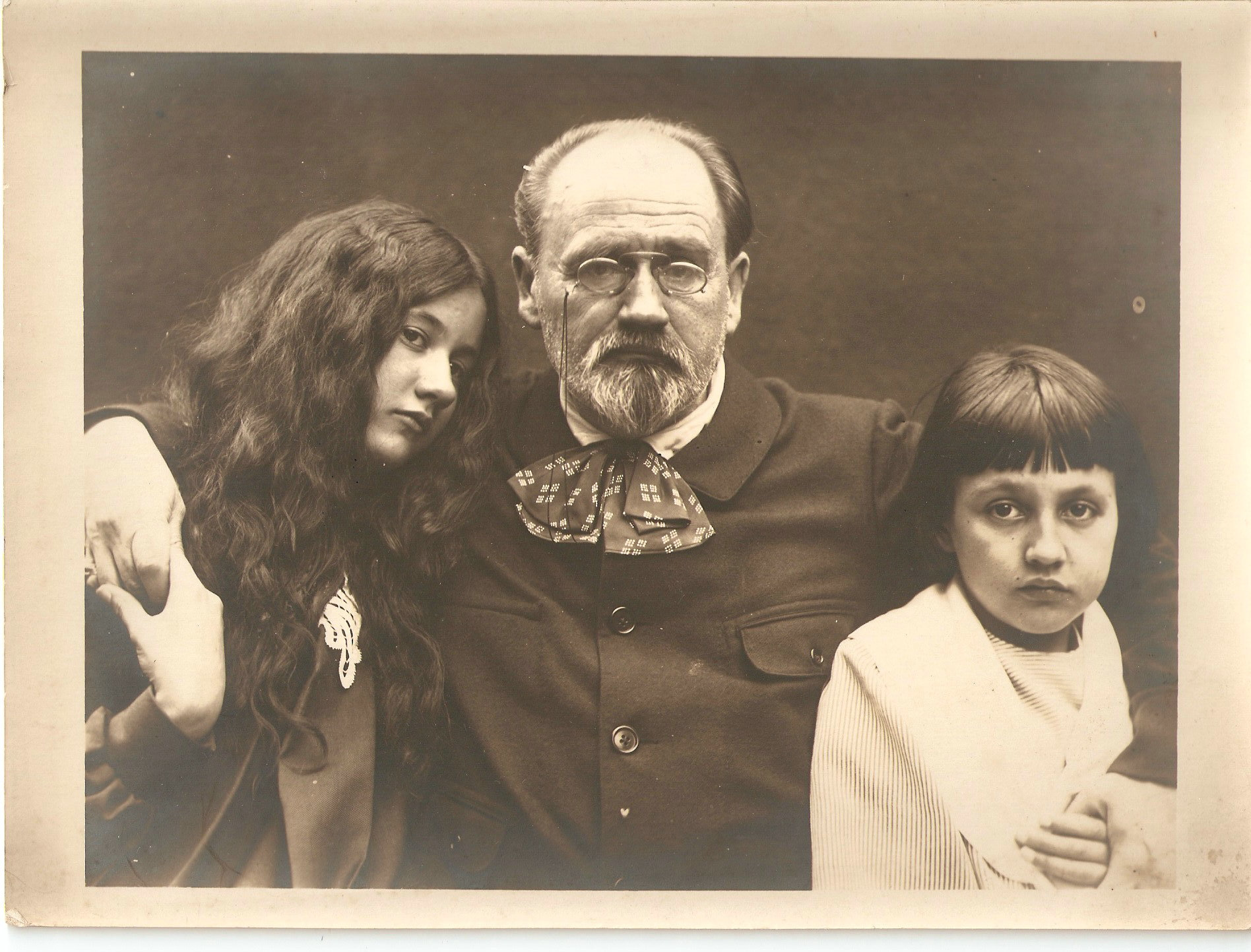
Эмиль Золя со своими детьми. 1890-е гг.

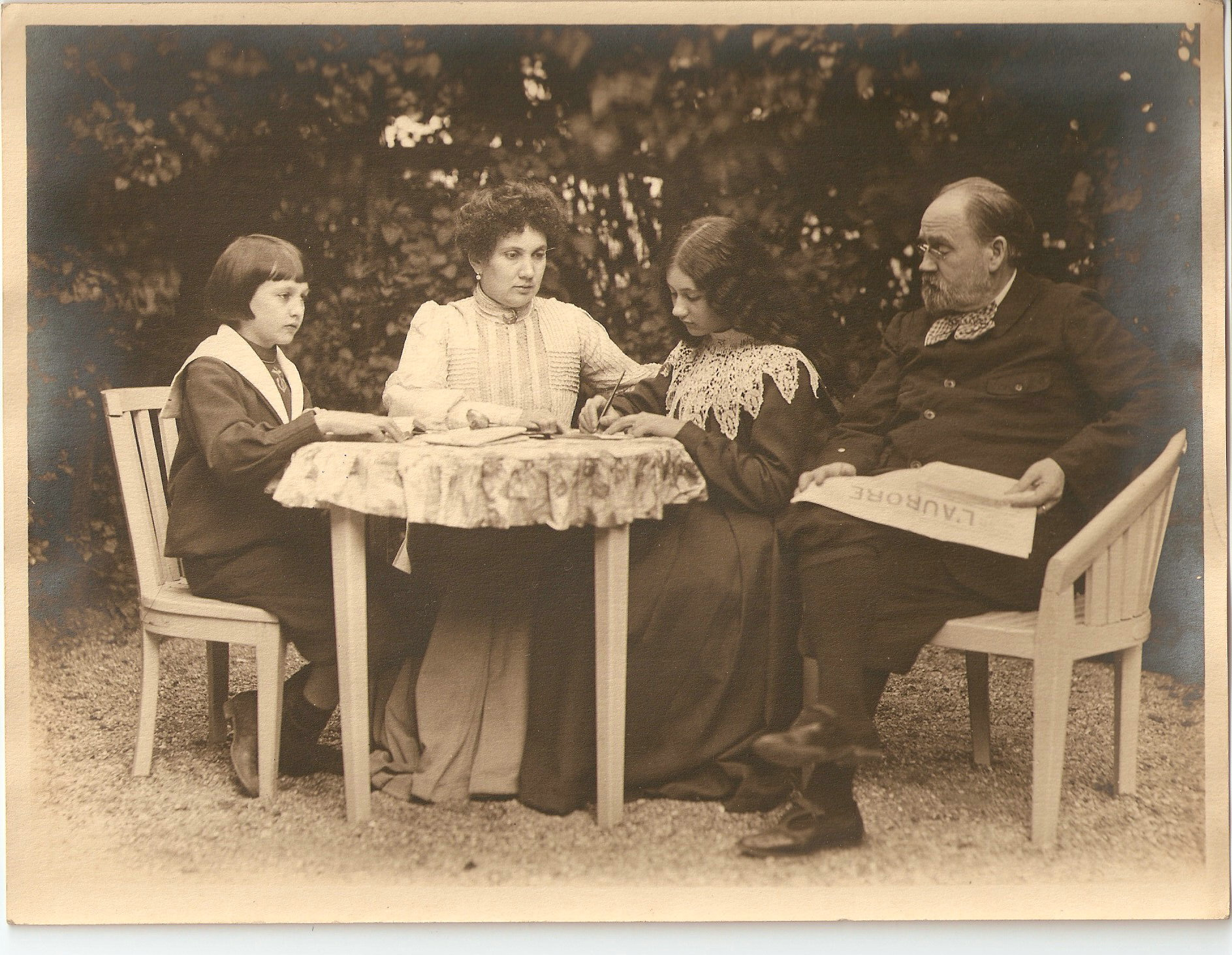
Эмиль Золя за чтением газеты «L’Aurore» в кругу своей семьи в Верней-сюр-Сен. 1895

Молодой Золя стремительно подходит к своим основным произведениям, к центральному узлу своей творческой деятельности — 20-томной серии «Ругон-Маккары» (Les Rougon-Macquart). Уже роман «Тереза Ракен» (Thérèse Raquin, 1867) заключал в себе основные элементы содержания грандиозной «Естественной и социальной истории одной семьи в эпоху Второй империи».
Золя тратит много усилий, чтобы показать, как законы наследственности сказываются на отдельных членах семьи Ругон-Маккаров. Вся эпопея связана тщательно разработанным планом, опирающимся на принцип наследственности — во всех романах серии выступают члены одной семьи, настолько широко разветвлённой, что отростки её проникают как в самые высокие слои Франции, так и в её низы.
Незаконченная серия «Четвероевангелие» («Плодовитость» (Fécondité, 1899), «Труд», «Истина» (Vérité, 1903), «Справедливость» (Justice, не завершён)) выражает этот новый этап в творчестве Золя.
В промежутке между сериями «Ругон-Маккары» и «Четвероевангелие» Золя написал трилогию «Три города»: «Лурд» (Lourdes, 1894), «Рим» (Rome, 1896), «Париж» (Paris, 1898).

## Эмиль Золя в России
Эмиль Золя приобрёл популярность в России на несколько лет раньше, чем во Франции. Уже «Сказки Нинон» были отмечены сочувственной рецензией («Отечественные записки». 1865. Т. 158. — С. 226—227). С появлением переводов двух первых томов «Ругон-Маккаров» («Вестник Европы», 1872. Кн. 7 и 8) началось усвоение его широкими читательскими кругами. Переводы произведений Золя выходили с купюрами по цензурным соображениям, тираж романа «Добыча», вышедший в изд. Карбасникова (1874), был уничтожен.

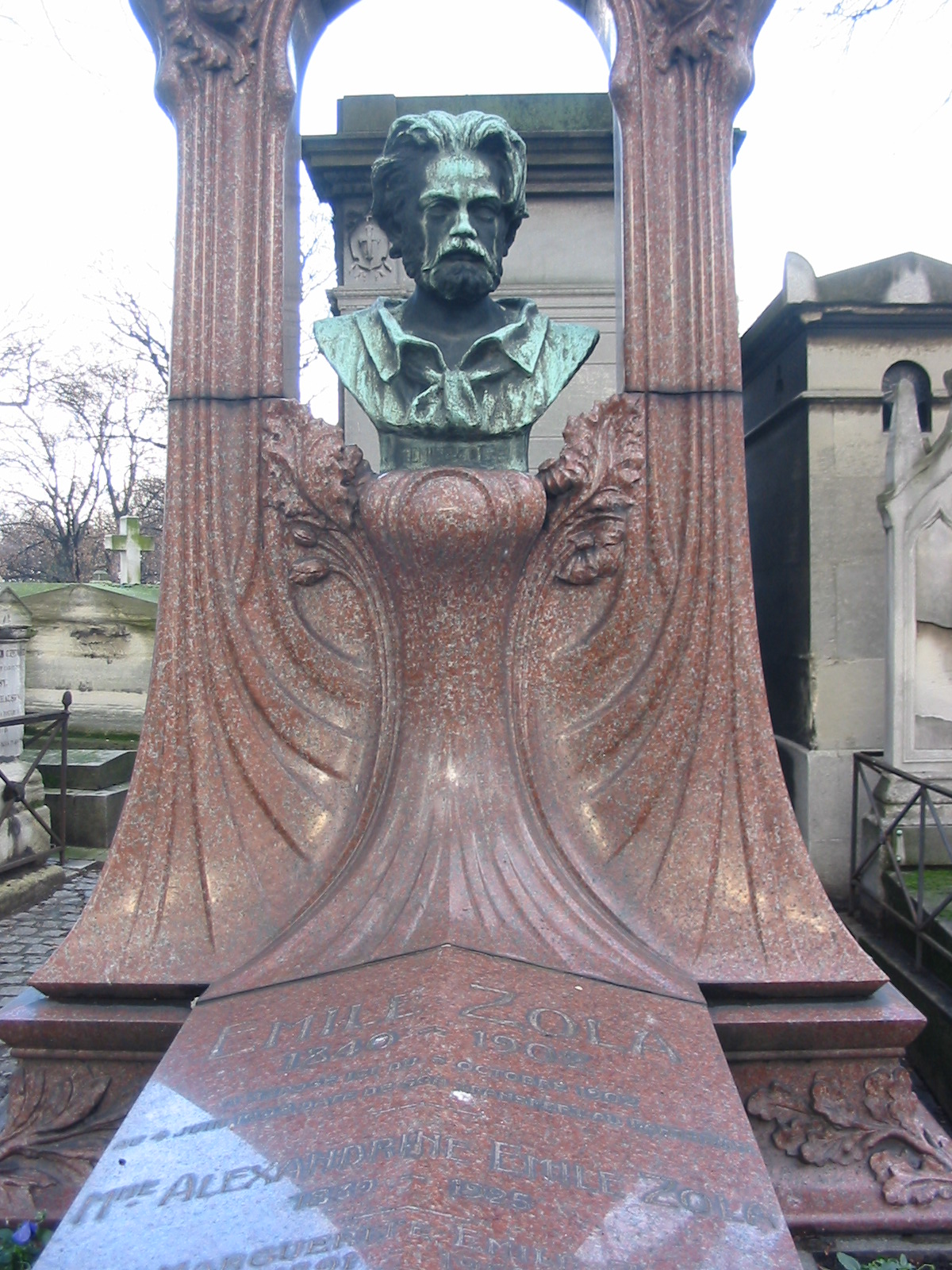
Могильный камень, оставшийся в качестве кенотафа на месте первоначальной могилы Золя на кладбище Монмартр, перемещённой 4 июня 1908 г. в Пантеон

Роман «Чрево Парижа», переведённый одновременно «Делом», «Вестником Европы», «Отечественными записками», «Русским вестником», «Искрой» и «Библ. деш. и общедост.» и вышедший в двух отдельных изданиях, окончательно утвердил репутацию Золя в России.
В 1870-х гг. Золя был усвоен главным образом двумя группами читателей — радикальными разночинцами и либеральной буржуазией. Первых привлекли зарисовки хищнических нравов буржуазии, использованные у нас в борьбе с увлечением возможностями капиталистического развития России. Вторые нашли у Золя материал, уяснявший их собственное положение. Обе группы проявили большой интерес к теории научного романа, видя в ней решение проблемы построения тенденциозной беллетристики (Боборыкин П. Реальный роман во Франции // Отечественные записки. 1876. Кн.6, 7).
«Русский вестник» воспользовался бледной обрисовкой республиканцев в «Карьере Ругонов» и «Чреве Парижа» для борьбы с враждебной идеологией радикалов. С марта 1875 по декабрь 1880 Золя сотрудничал в «Вестнике Европы». 64 «Парижских письма», напечатанных здесь, составились из социально-бытовых очерков, рассказов, литературно-критических корреспонденций, художественной и театральной критики и излагали впервые основы «натурализма». Несмотря на успех, корреспонденция Золя вызвала разочарование радикальных кругов в теории экспериментального романа. Это повлекло за собой при малом успехе в России таких произведений Золя, как «Западня», «Страница любви», и скандальной известности «Нана» падение авторитета Золя (Басардин В. Новейший Нана-турализм // Дело. 1880. Кн. 3 и 5; Темлинский С. Золяизм в России. М., 1880).

Надгробие Золя в Пантеоне

С начала 1880-х гг. стало заметно литературное влияние Золя (в повестях «Варенька Ульмина» Л. Я. Стечкиной, «Краденое счастье» Вас. И. Немировича-Данченко, «Псарня», «Выучка», «Молодые» П. Боборыкина). Это влияние было незначительным, а сильнее всего оно сказалось на П. Боборыкине и М. Белинском (И. Ясинском).
В 1880-х и первой половине 1890-х гг. романы Золя не пользовались идеологическим влиянием и бытовали преимущественно в буржуазных читательских кругах (переводы печатались регулярно в «Кн. неделе» и «Наблюдателе»). В 1890-х гг. Золя приобрел вновь в России крупное идейное влияние в связи с отголосками дела Дрейфуса, когда вокруг имени Золя и в России поднялась шумная полемика («Эмиль Золя и капитан Дрейфус. Новый сенсационный роман», вып. I—XII, Варшава, 1898).
Последние романы Золя выходили в русских переводах в 10 и более изданиях одновременно. В 1900-х гг., особенно после 1905, интерес к Золя заметно спал, чтобы вновь возродиться после 1917. Ещё ранее романы Золя получили функцию агитационного материала («Труд и капитал», повесть по роману Золя «В копях» («Жерминаль»), Симбирск, 1908) (В. М. Фриче, Эмиль Золя (Кому пролетариат ставит памятники), М., 1919).

## Произведения

### Романы
- Исповедь Клода (La Confession de Claude, 1865)
- Завет умершей (Le vœu d'une morte, 1866)
- Тереза Ракен (Thérèse Raquin, 1867)
- Марсельские тайны (Les Mystères de Marseille, 1867)
- Мадлена Фера (Madeleine Férat, 1868)

### Ругон-Маккары
- Карьера Ругонов (La Fortune des Rougon, 1871)
- Добыча (La Curée, 1872)
- Чрево Парижа (Le Ventre de Paris, 1873)
- Завоевание Плассана (La Conquête de Plassans, 1874)
- Проступок аббата Муре (La Faute de l'Abbé Mouret, 1875)
- Его превосходительство Эжен Ругон (Son Excellence Eugène Rougon, 1876)
- Западня (L'Assommoir, 1877)
- Страница любви (Une Page d'amour, 1878)
- Нана (Nana, 1880)
- Накипь (Pot-Bouille, 1882)
- Дамское счастье (Au Bonheur des Dames, 1883)
- Радость жизни (La Joie de vivre, 1884)
- Жерминаль (Germinal, 1885)
- Творчество (L'Œuvre, 1886)
- Земля (La Terre, 1887)
- Мечта (Le Rêve, 1888)
- Человек-зверь (La Bête humaine, 1890)
- Деньги (L'Argent, 1891)
- Разгром (La Débâcle, 1892)
- Доктор Паскаль (Le Docteur Pascal, 1893)

### Три города
- Лурд (Lourdes, 1894)
- Рим (Rome, 1896)
- Париж (Paris, 1898)

### Четвероевангелие
- Плодовитость (Fécondité, 1899)
- Труд (Travail, 1901)
- Истина (Vérité, 1903)
- Справедливость (Justice, не завершён)

### Повести
- Осада мельницы (L’attaque du moulin, 1880)
- Госпожа Сурдис (Madame Sourdis, 1880)
- Капитан Бюрль (Le Capitaine Burle, 1882)

### Новеллы
- Сказки Нинон (Contes à Ninon, 1864)
- Новые сказки Нинон (Nouveaux contes à Ninon, 1874)

### Пьесы
- Наследники Рабурдена (Les héritiers Rabourdin, 1874)
- Розовый бутон (Le bouton de rose, 1878)
- Рене (Renée, 1887)
- Мадлена (Madeleine, 1889)

### Литературно-публицистические произведения
- Что мне ненавистно (Mes haines, 1866)
- Мой салон (Mon Salon, 1866)
- Эдуард Мане (Edouard Manet, 1867)
- Экспериментальный роман (Le Roman expérimental, 1880)
- Романисты-натуралисты (Les romanciers naturalistes, 1881)
- Натурализм в театре (Le Naturalisme au théâtre, 1881)
- Наши драматурги (Nos auteurs dramatiques, 1881)
- Литературные документы (Documents littéraires, 1881)
- Поход (Une campagne, 1882)
- Новый поход (Nouvelle campagne, 1897)
- Истина шествует (La vérité en marche, 1901)

## Издания на русском языке

### Собрания сочинений
- Собрание сочинений: [В 29 томах]. — СПб.: Тип. братьев Пантелеевых, 1896—1899. — (Собрание сочинений избранных иностранных писателей).
- Собрание сочинений: В 18 томах / Под общ. ред. А. Пузикова. — М.: Правда, 1957. — (Библиотека «Огонек»).
- Собрание сочинений: В 26 томах / Под общ. ред. И. Анисимова, Д. Обломиевского, А. Пузикова. — М.: Государственное издательство художественной литературы, 1960—1967. — 300 000 экз.
- Собрание сочинений: В 20 томах (16 книгах) / Отв. ред. И. А. Смирнова. — М.: Голос, 1992—1998.
- Собрание сочинений: В 12 томах. — М.-Тверь: Художественная литература, Альба, 1995—2000.
- Собрание сочинений: В 20 томах. — М.: Терра, 1996—1998.
- Собрание сочинений: В 16 томах. — М.: Книжный клуб «Книговек», 2011.

### Критика и публицистика
- «Моя ненависть» и другие публицистические очерки / Пер. с фр. под ред. и с предисл. З. Н. Журавской. — СПб.: Изд. редакции журнала «Образование», 1903.
- Предисловие ко второму изданию романа «Тереза Ракен» // Литературные манифесты французских реалистов: Сб. / Под ред. и со вступ. статьёй М. К. Клемана. — Л.: Изд-во писателей в Ленинграде, 1935. — С. 97—102.
- О романе // Там же. — С. 103—123.

## Избранная литература о Золя
- Полное собрание сочинений Э. Золя с иллюстрациями. — Paris: Bibliothèque-Charpentier, 1906.
- L’Acrienne. — 1860.
- Темлинский С. Золяизм, Критич. этюд, изд. 2-е, испр. и доп. — М., 1881.
- Боборыкин П. Д. (в «Отечественных записках», 1876, «Вестнике Европы», 1882, I, и «Наблюдателе», 1882, XI, XII)
- Арсеньев К. (в «Вестнике Европы», 1882, VIII; 1883, VI; 1884, XI; 1886, VI; 1891], IV, и в «Критических этюдах», т. II, СПб., 1888)
- Андреевич В. // «Вестник Европы». — 1892, VII.
- Слонимский Л. Золя. // «Вестник Европы». — 1892, IX.
- Михайловский Н. К. (в Полном собр. сочин., т. VI)
- Брандес Г. // «Вестник Европы». — 1887. — X, к в Собр. сочин.
- Барро Э. Золя, его жизнь и литературная деятельность. — СПб., 1895.
- Пелисье Ж. Французская литература XIX век. — М., 1894.
- Шепелевич Л. Ю. Наши современники. — СПб., 1899.
- Кудрин Н. Е. (Русанов). Э. Золя, Литературно-биографический очерк. — «Русское богатство», 1902, X (и в «Галерее современных французских знаменитостей», 1906).
- Аничков Евг. Э. Золя, «Мир божий», 1903, V (и в книге «Предтечи и современники»).
- Венгеров Э. Золя, Критико-биографический очерк, «Вестник Европы», 1903, IX (и в «Литературных характеристиках», кн. II, СПб., 1905).
- Лозинский Евг. Педагогические идеи в произведениях Э. Золя. // «Русская мысль», 1903, XII.
- Веселовский Ю. Э. Золя как поэт и гуманист. // «Вестник воспитания», 1911. — I, II.
- Фриче В. М. Э. Золя. — М., 1919.
- Фриче В. М. Очерк развития западно-европейской литературы. — М.: Гиз, 1922.
- Эйхенгольц М. Э. Золя (1840—1902). // «Печать и революция», 1928, I.
- Трунин К. Эмиль Золя. Критика и анализ литературного наследия. — 2018.
- Rod E. A propos de l’Assomoir. — 1879.
- Ferdas В. La physiologie expérimentale et le roman expérimental. — Paris: Claude Bernard et E. Zola, 1881.
- Alexis P. Emile Zola, notes d’un ami. — Paris, 1882.
- Maupassant G. de Emile Zola, 1883.
- Hubert. Le roman naturaliste. — 1885.
- Wolf E. Zola und die Grenzen von Poesie und Wissenschaft. — Kiel, 1891.
- Sherard R. H. Zola: biographical and critical study. — 1893.
- Engwer Th. Zola als Kunstkritiker. — Berlin, 1894.
- Lotsch F. Über Zolas Sprachgebrauch. — Greifswald, 1895.
- Gaufiner. Étude syntaxique sur la langue de Zola. — Bonne, 1895.
- Lotsch F. Wörterbuch zu den Werken Zolas und einiger anderen modernen Schriftsteller. — Greifswald, 1896.
- Лапорт А. Золя против Золя. — Paris, 1896.
- Монэстэ Ж. Л. Настоящий Рим: реплика Золя. — 1896.
- Rauber A. A. Die Lehren von V. Hugo, L. Tolstoy und Zola. — 1896.
- Лапорт А. Натурализм или вечность литературы. E. Золя, Человек и произведение. — Paris, 1898.
- Буржуа, произведение Золя. — Paris, 1898.
- Брунетье Ф. После процесса, 1898.
- Bürger E. E. Zola, A. Daudet und andere Naturalisten Frankreichs. — Dresden, 1899.
- Macdonald A. Emil Zola, a study of his personality. — 1899.
- Vizetelly E. A. With Zola in England. — 1899.
- Ramond F. C. Персонажи Ружон-Маккар. — 1901.
- Conrad M. G. Von Emil Zola bis G. Hauptmann. Erinnerungen zur Geschichte der Moderne. — Leipzig, 1902.
- Bouvier. L’œuvre de Zola. — Paris, 1904.
- Vizetelly E. A. Zola, novellist and reformer. — 1904.
- Lepelletier E. Emile Zola, sa vie, son œuvre. — Paris, 1909.
- Patterson J. G. Zola: characters of the Rougon-Macquarts novels, with biography. — 1912.
- Martino Р. Le roman réaliste sous le second Empire. — Paris, 1913.
- Lemm S. Zur Entstehungsgeschichte von Emil Zolas «Rugon-Macquarts» und den «Quatre Evangiles». — Halle a. S., 1913.
- Mann H. Macht und Mensch. — München, 1919.
- Oehlert R. Emil Zola als Theaterdichter. — Berlin, 1920.
- Rostand E. Deux romanciers de Provence: H. d’Urfé et E. Zola. — 1921.
- Martino P. Le naturalisme français. — 1923.
- Seillère E. A. A. L. Emile Zola, 1923: Baillot A., Emile Zola, l’homme, le penseur, le critique, 1924
- France A. La vie littéraire. — 1925. — V. I. — pp. 225–239.
- France A. La vie littéraire. — 1926. — V. II (La pureté d’E. Zola, pp. 284–292).
- Deffoux L. et Zavie E. Le Groupe de Médan. — Paris, 1927.
- Josephson Matthew. Zola and his time. — New York, 1928.
- Doucet F. L’esthétique de Zola et son application à la critique, La Haye, s. a.
- Bainville J. Au seuil du siècle, études critiques, E. Zola. — Paris, 1929.
- Les soirées de Médan, 17/IV 1880 — 17/IV 1930, avec une préface inédite de Léon Hennique. — Paris, 1930.
- Пиксанов Н. К., Два века русской литературы. — изд. 2-е. — М.: Гиз, 1924.
- Мандельштам Р. С. Художественная литература в оценке русской марксистской критики. — изд. 4-е. — М.: Гиз, 1928.
- Laporte A. Emile Zola, l’homme et l’œuvre, avec bibliographie. — 1894. — pp. 247–294.

## Экранизации
- Жертвы алкоголя / Les victimes d’alcoolisme (Франция, 1902) (по роману «Западня»)
- В чёрной стране / Au pays noir (Франция, 1905) (по роману «Жерминаль»)
- Западня / L’assommoir (Франция, 1909)
- Западня / Faldgruben (Дания, 1909)
- Нападение на мельницу / The attack on the mill (США, 1910)
- Жертвы алкоголя / Les victimes d’alcoolisme (Франция, 1911) (по роману «Западня»)
- В стране тьмы / Au pays des ténèbres (Франция, 1912) (по роману «Жерминаль»)
- Страница любви / Una pagina d’amore (Италия, 1912)
- Человек-зверь (Франция, 1912) (возможно, фильм не имеет отношения к роману Золя)
- Жерминаль / Germinal (Франция, 1913)
- Ограничьте народы / Gränsfolken (Швеция, 1913)
- Чудо / Miraklet (Швеция, 1913) (по роману «Лурд»)
- Деньги / Penge (Дания, 1914)
- Рабыни роскоши и моды (Россия, 1915) (по роману «Дамское счастье»)
- Разрушение / Destruction (США, 1915) (по роману «Труд»)
- Тереза Ракен / Therese Raquin (Италия, 1915)
- Тереза Ракен / Therese Raquin (Италия, 1915)
- Холодное сердце / The marble heart (США, 1916) (по роману «Тереза Ракен»)
- Мужчина и женщина / A man and the woman (США, 1917) (по роману «Нана»)
- Наслаждение / La cuccagna (Италия, 1917) (по роману «Добыча»)
- Пьянство / Drink (Великобритания, 1917) (по роману «Западня»)
- Труд (Россия, 1917)
- Человек-зверь (Россия, 1917)
- Деньги / A pénz (Венгрия, 1919)
- Нана / Nana (Венгрия, 1919)
- Роковая женщина / Una donna funesta (Италия, 1919)
- Тереза Ракен (Россия, 1919)
- Труд / Travail, (Франция, 1919)
- Мадлена Ферра / Maddalena Ferrat (Италия, 1920)
- Человек-зверь / Die bestie im menschen (Германия, 1920)
- Западня / L’assommoir (Франция, 1921)
- Земля / La terre (Франция, 1921)
- Мечта / La reve (Франция, 1921)
- Дамское счастье / Zum paradies des damen (Германия, 1922)
- За ночь любви / Pour une nuit d’amour (Франция, 1923)
- Страница любви / Una pagina d’amore (Италия, 1923)
- Нантас / Nantas (Франция, 1925)
- Нана / Nana (Франция, 1926)
- Деньги / L’argent (Франция, 1928)
- Тереза Ракен / Therese Raquin (Германия, 1928)
- Человек-зверь (La bête humaine), 1938
- Тереза Ракен (Thérèse Raquin), 1953
- Жервеза, 1956
- Чужие жёны (Pot-Bouille), 1957
- Добыча (La curée), 1966
- Проступок аббата Муре, 1970
- Западня (телеспектакль) (СССР, 1972)
- Зандали, 1991 (по мотивам «Терезы Ракен»)
- Жерминаль, 1993
- На краю света / Na koniec świata, 1999, Польша — по мотивам романа «Тереза Ракен», в главных ролях Юстина Стечковска и Александр Домогаров
- «Век Мопассана. Повести и рассказы XIX столетия», телесериал, серия по роману «За ночь любви» («Pour une nuit d’amour»), 2009 (Франция)
- Дамское счастье (телесериал), 2012
- Радость жизни (Франция, 2012)
- Тереза Ракен (In Secret) — фильм 2013 года, режиссёр Чарли Страттон.